# Jarogniew (przystanek kolejowy)
Jarogniew – zlikwidowany przystanek kolei wąskotorowej (Kołobrzeska Kolej Wąskotorowa) w Jarogniewie, w województwie zachodniopomorskim, w Polsce.